# Teatro Victoria Eugenia (álbum)
Teatro Victoria Eugenia es el único álbum en directo de Duncan Dhu, grabado en 1995 en el Teatro Victoria Eugenia para celebrar su 10º aniversario como agrupación. Originalmente lanzado como disco doble, se eliminó posteriormente en una edición económica el tema Dime, lanzándolo como un solo CD. El disco doble original incluye las siguientes temas:

## Lista de canciones

### Disco 1
1. Palabras sin nombre - 4:03
2. Rozando la eternidad - 3:41
3. Rosa gris - 3:41
4. No puedo evitar (pensar en ti) - 4:33
5. Mundo real - 4:46
6. Rosas en agua - 2:27
7. Si no eres tú - 4:37
8. A tu lado - 4:13
9. A tientas - 4:12
10. Esos ojos negros - 3:57

### Disco 2
1. Mundo de cristal - 3:52
2. Rose - 4:32
3. Entre salitre y sudor - 3:30
4. Oro blanco - 5:00
5. La casa azul - 4:07
6. Dime - 4:56
7. En algún lugar - 4:04
8. Cien gaviotas - 4:26
9. Jardín de rosas - 3:25